# Abou Tachfine
Pour les articles homonymes, voir Bréa.
 (décembre 2011).
Si vous disposez d'ouvrages ou d'articles de référence ou si vous connaissez des sites web de qualité traitant du thème abordé ici, merci de compléter l'article en donnant les références utiles à sa vérifiabilité et en les liant à la section « Notes et références ».
Abou Tachfine (anciennement Bréa) est le nom d'une ancienne commune de la périphérie de Tlemcen en Algérie, fondée en 1846 lors de la première vague d'immigration coloniale autour du lieu-dit « La Ferme ».

## Histoire
La commune adopte le nom de Bréa en février 1848 en hommage au général Bréa, assassiné quelques jours avant.
En janvier 1849, elle comprend 630 hectares sur lesquels se situent une cinquantaine de propriétés, celles des premiers colons[réf. nécessaire].
En 1958, elle fait partie du département de Tlemcen. Après l'indépendance, elle prend le nom de Abou Tachfine. En 1984, elle est rattachée à la commune de Tlemcen